# Doktor Dolittle i jego zwierzęta
Doktor Dolittle i jego zwierzęta (ang. The Story of Doctor Dolittle) – powieść dla dzieci z 1920 roku napisana przez Hugh Loftinga. Wydana w Polsce w 1934 roku i wielokrotnie wznawiana; lektura szkolna.

## Opis fabuły
Doktor John (Jan) Dolittle jest lekarzem w niewielkiej miejscowości Puddleby nad rzeką Marsh w Anglii. Jest też posiadaczem sporej liczby zwierząt, co niestety zniechęca do niego pacjentów. Pewnego dnia Doktor Dolittle dowiaduje się od swojej papugi Polinezji, że wszystkie zwierzęta, podobnie jak ludzie, mają swój własny język. Doktor postanawia nauczyć się języków różnych zwierząt i, zamiast leczyć ludzi, zająć się opieką nad zwierzętami. Wkrótce staje się sławny wśród wszystkich stworzeń w bliższej i dalszej okolicy jako jedyny lekarz weterynarii, który zna ich mowę i tym samym umie im najlepiej pomagać w ich problemach zdrowotnych. Niedługo potem dostaje wiadomość z Afryki o groźnej epidemii dziesiątkującej tamtejszą społeczność małp. Doktor, wraz ze swoimi zwierzęcymi przyjaciółmi: psem Jipem, kaczką Dab-Dab, świnią Geb-Geb, sową Tu-tu, małpką Czi-Czi, papugą Polinezją i białą myszką, niezwłocznie wyrusza im na ratunek.

## Odbiór i analiza
Książka stała się popularną pozycją dla dzieci w wielu krajach, w tym w Polsce. W Polsce książka miała wiele edycji, i (do roku 2020) trzynaście różnych tłumaczeń (pierwsze w 1934 roku, Wandy Kragen, miało dwanaście wydań; nowe tłumaczenia pojawiły się w Polsce dopiero od 1998 roku). 
Tłumaczenie Kragen jest najbardziej popularną wersją, większość polskich wydań pochodzi z Wydawnictwa „Nasza Księgarnia” i było ilustrowanych przez Zbigniewa Lengrena. Dla edycji z wydawnictwa Książka i Wiedza ilustracje przygotowała Magdalena Mikiewicz-Poreyko. Niektóre wydania innych wydawnictw w celu zaoszczędzenia kosztów używają oryginalnych grafik Loftinga, który sam zilustrował swoją  książkę. Marta Woszczak analizując ilustracje w polskich wydaniach zauważyła, że większość ma wydźwięk komiczny; za najlepsze uznała twórczość Lengrena. Zauważyła też, że większość ilustracji jest czarno-białych, zwróciła uwagę na rzadkie kolorowe wydanie tej książki przez Krajowa Agencję Wydawniczą, które uznała za "jakby bardziej poważne, nostalgiczne, wyciszone".
W Polsce książka była lekturą szkolną od wielu lat. Według Karoliny Jędrych była w spisie lektur z 1970 roku dla klasy IV a ok. 1985 roku została dodana do listy lektur dla klas II–III i pozostawała na tej liście do 1989. Ponownie na krótko trafiła na listę lektur dla klas I–III szkoły podstawowej w 2007 roku i następnie ponownie w 2017 roku (stan na 2017/2018) i była nią nadal w kolejnej dekadzie (stan na 2024/2025). Według badań Anny Józefowicz z 2022 roku, polscy nauczyciele uznali książkę za średnio wartościową lekturę, rzadko realizowaną w klasie.
Według Beaty Mytych-Forajter piszącej w 2015 roku, mimo swojego wieku, książka zawiera nadal cenne dziś przesłania antykonsumpcyjne i proekologiczne, zwłaszcza w kontekście szacunku dla środowiska, i empatii i opieki nad zwierzętami.
Książkę skrytykowała kilka lat później Martyna Engeset-Pograniczna, zwracając uwagę, że cykl zawiera elementy z ery kolonializmu, w tym fragmenty, które można dziś odczytać jako rasistowskie. W wydaniach w krajach zachodnich (np. angielskojęzycznych, ale także niemieckojęzycznych) spowodowało to ingerencje w treść książki, by była bardziej poprawna politycznie i zgodna z podejściem postkolonializmu (np. usunięto niektóre określenia związane z kolorem skóry czy pochodzeniem postaci, takie jak słowo Murzyn; zmieniono także niektóre wątki, takie jak – w tomie pierwszym – pragnienie afrykańskiego księcia Bumpo, by mieć jaśniejszą skórę). W późniejszych polskich wydaniach książki stosowane są różne warianty, w zależności od wybranego wariantu oryginału do tłumaczenia i preferencji wydawniczych; w niektórych, w tym nowszych, w celu zmniejszenia kosztów, tłumaczono tekst oryginalny bez zmian (aczkolwiek w niektórych zamieszczono uwagi wydawcy takie jak ostrzeżenie, że „w książce znajdują się słowa uważane dziś za obraźliwe w stosunku do pewnej grupy etnicznej”). Podobne spostrzeżenia na temat elementów kolonializmu w utworze mieli też inni badacze literatury. Engeset-Pograniczna zwróciła uwagę na następujące problematyczne fragmenty z tłumaczeń z lat 2018–2019:

Sześciu Murzynów zabrało doktora i wszystkie zwierzęta sprzed królewskiego oblicza i wtrąciło ich do kamiennego lochu
Ach, gdybym tylko był białym królewiczem! – rozmarzył się [Bumpo]
Ciekawe, co teraz robi nasz dobroczyńca – tam daleko w Kraju Białych Ludzi?

Wszechpotężny Biały Człowieku, uratowałeś mi życie. Przez resztę moich dni jestem sługą na twe rozkazy

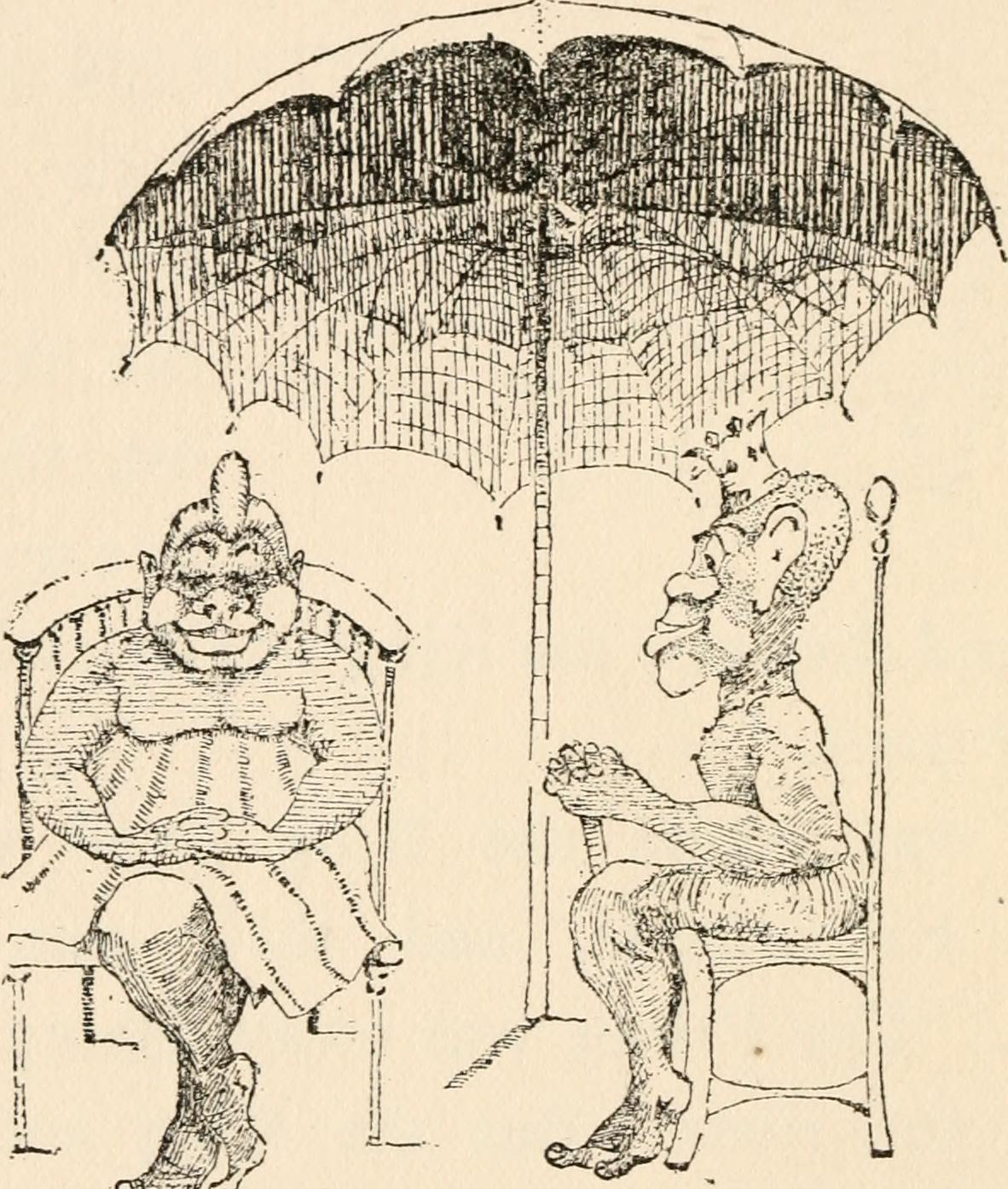
Jedna z ilustracji książki (z oryginalnego wydania z roku 1920) przedstawiająca mieszkańców Afryki w stylu uznanym dziś za niepoprawny

Według Engeset-Pogranicznej zmiany w treści są kosmetyczne, a powieść w dalszym stopniu odzwierciedla mentalność kolonialną i uprzedzenia do Afryki w innych elementach, na tyle istotnych, że próby ich poprawienia wymagałyby de facto napisania książki od nowa. W swojej krytyce zwróciła uwagę na wątki takie jak ten, że „doktor wyrusza do Afryki wskutek błagania małp, a więc interwencja Europejczyka na tym kontynencie pozostaje przedstawiona jako pożądana i niezbędna”; że postacie z Afryki przedstawione są w sposób negatywny i stereotypowy (jako dziecinne i zacofane), że Afryka w książce jest traktowana w sposób uproszczony i przedstawiona jako jeden byt z jedną kulturą, a nie jako kontynent pełen różnych krajów i kultur; że książka powiela potencjalnie rasistowskie mity (takie jak o istnieniu państwa małp w Afryce). Engeset-Pograniczna zauważyła też, że książki z serii są problematyczne pod kątem seksistowskiego opisu relacji między kobietami i mężczyznami, a także opisywania scen przemocy fizycznej i werbalnej.
Poza tekstem niektóre ilustracje z pierwszych wydań książki były podobnie skrytykowane jako powielające rasistowskie stereotypy.
Z drugiej strony ingerencje w treść oryginału spotkały się także z krytyką jako forma cenzury (ang. expurgation) i „zakłamywania zarówno samej literatury, jak i obrazu świata z czasów, gdy ta literatura powstawała”.